# كيني كلارك (لاعب كرة قدم أمريكية)
كيني كلارك (بالإنجليزية: Kenny Clark)‏ هو لاعب كرة قدم أمريكية أمريكي، ولد في 14 مايو 1978 في غينزفيل في الولايات المتحدة.

## وصلات خارجية
- كيني كلارك على موقع مرجع كرة القدم المحترفة.كوم (الإنجليزية)